# ابریشم (فیلم ۲۰۰۶)
«ابریشم» (انگلیسی: Silk (2006 film)) فیلمی در ژانر ترسناک و علمی–تخیلی است که در سال ۲۰۰۶ منتشر شد. از بازیگران آن می‌توان به یوسوکه اگوچی اشاره کرد.